# Jean-Claude Fau
Pour les articles homonymes, voir Fau.
Jean-Claude Fau, né le 2 juillet 1930 et mort à Montauban le 8 octobre 2020, est un professeur et historien de l'art roman.

## Biographie
Originaire de Conques et fils du maire Joseph Fau, il a suivi les cours de Marcel Durliat et passé l'agrégation. Il a soutenu sa thèse sur les entrelacs dans la sculpture romane. Professeur d'histoire aux lycées Ingres et Michelet à Montauban, il a présidé la Société archéologique de Tarn-et-Garonne de 1979 à 1992. Ses travaux portent notamment sur l'abbatiale Sainte-Foy de Conques.

## Ouvrages
- Les Chapiteaux de Conques, Toulouse, Privat, 1956, 104 p. + XVI pl.
- Rouergue roman, 3e édition, La Pierre-Qui-Vire, Zodiaque, 1990 (collection « La nuit des temps », n° 17)  (ISBN 2-7369-0148-7)
- Terres de Rouergue, La Pierre-Qui-Vire, Zodiaque, 1996, 309 p. (collection « La nuit des temps », n° 86)  (ISBN 2-7369-0221-1)
- Conques, Éditions Sud Ouest, 2006, 93 p.  (ISBN 2-87901-697-5)